# Йопара
Йопара (гуар. Jopará [ɟopaˈɾa]; ісп. Yopará [ʝopaˈɾa]) — сильно іспанізований варіант мови ґуарані, основний засіб спілкування в Республіці Парагвай. Утворився в результаті змішування автохтонної мови індіанців ґуарані з мовою іспанських колонізаторів.
Етимологія слова походить від двох автохтонних коренів: гуар. jo [де] («взаємний, загальний») гуар. pará («різнобарвний»), означаючи, таким чином, «загальне змішання».

## Використання
Йопара виступає в ролі мови повсякденного спілкування людей середнього і нижчого класу, в тому числі на вулицях столичного Асунсьйона.
При цьому в залежності від соціального контексту, місця і часу народження оповідача і слухача, місця спілкування, теми розмови та інших чинників розмовна мова може бути або ближче до гуарані, або ближче до іспанської. Така ситуація є унікальною в Латинській Америці.